# Serica acontia
Serica acontia är en skalbaggsart som beskrevs av Dawson 1933. Serica acontia ingår i släktet Serica och familjen Melolonthidae. Inga underarter finns listade i Catalogue of Life.